# (4834) Thoas
(4834) Thoas (1989 AM2) – planetoida z grupy trojańczyków okrążająca Słońce w ciągu 11,99 lat w średniej odległości 5,24 j.a. Odkryta 11 stycznia 1989 roku.